# Pont Maximilien
Le pont Maximilien, en allemand Maximiliansbrücke, porte le nom du troisième roi de Bavière Maximilien II de Bavière. Il a été construit en 1905 à Munich.

## Histoire
C'est un pont en arc sur la rivière Isar à Munich. Le pont est divisé en deux parties: 
- le pont intérieur (innere Maximiliansbrücke) relie le district de Lehel à l'Île Prater ;
- le pont extérieur (äußere Maximiliansbrücke) relie l'île de Prater au district de Haidhausen.

Le pont sert de prolongement de la Maximilianstraße à l’ouest. Le Maximilianeum se dresse sur une pente à l’est, il abrite le siège du parlement bavarois depuis 1945. 

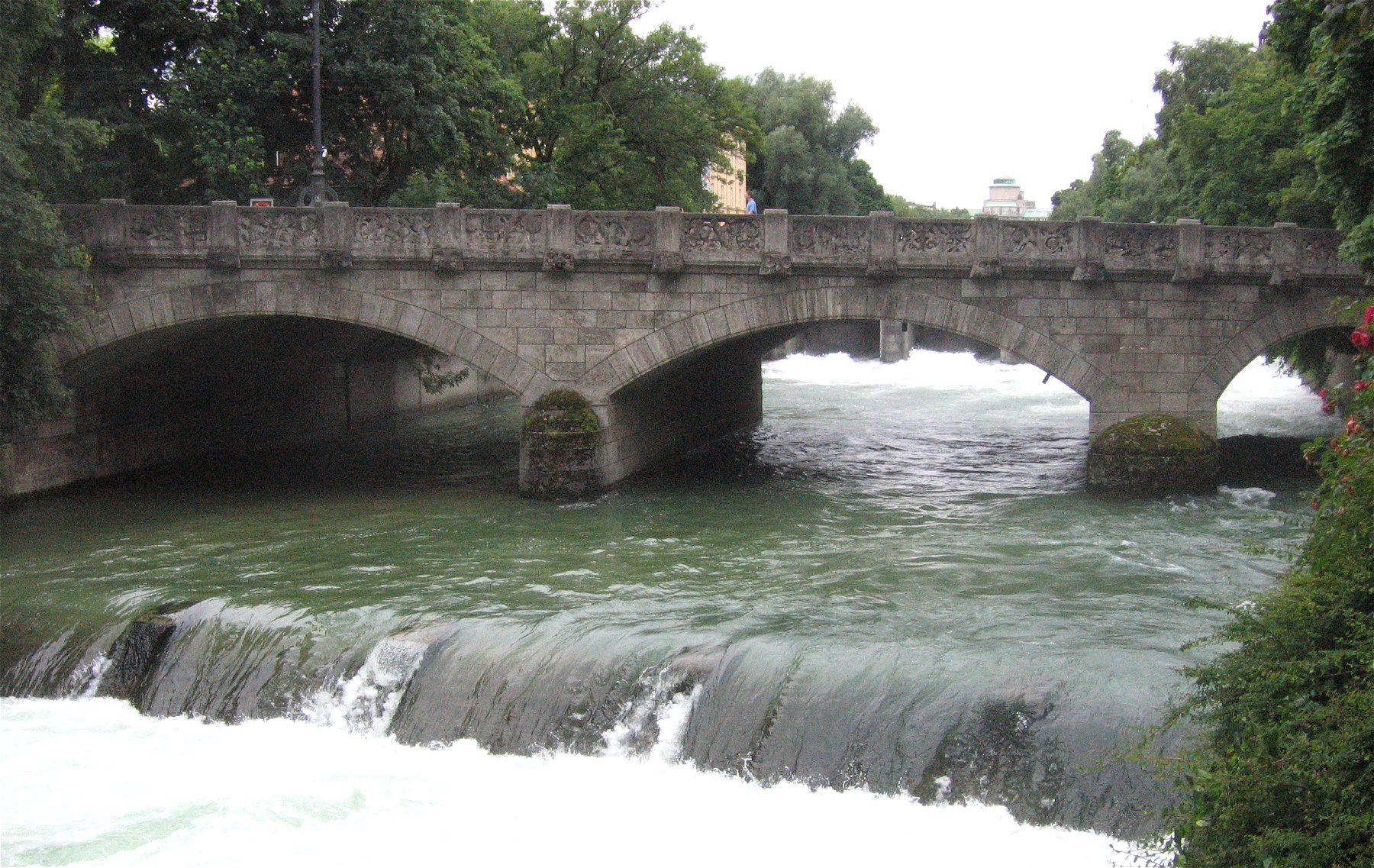
Innere Maximiliansbrücke
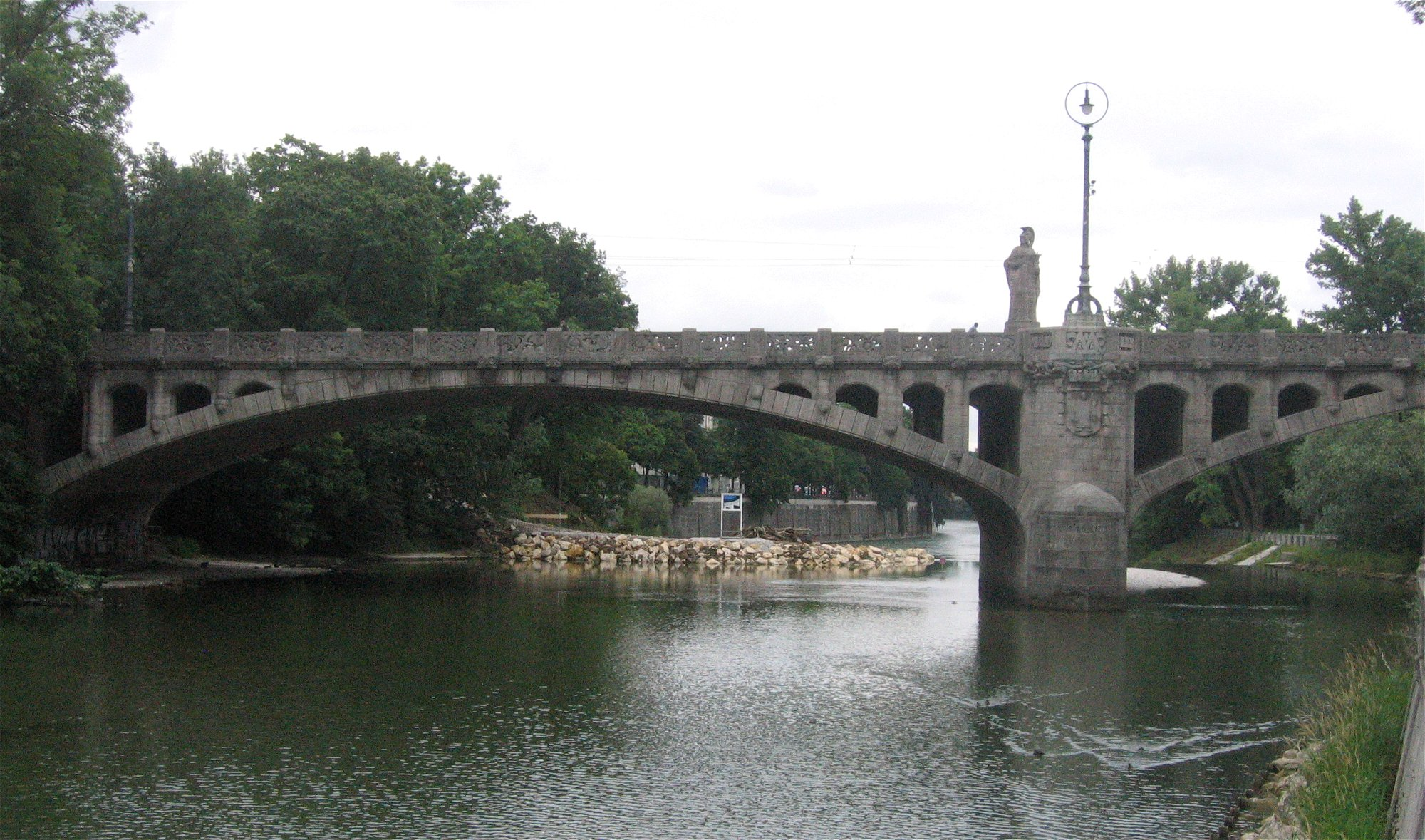
Äußere Maximiliansbrücke
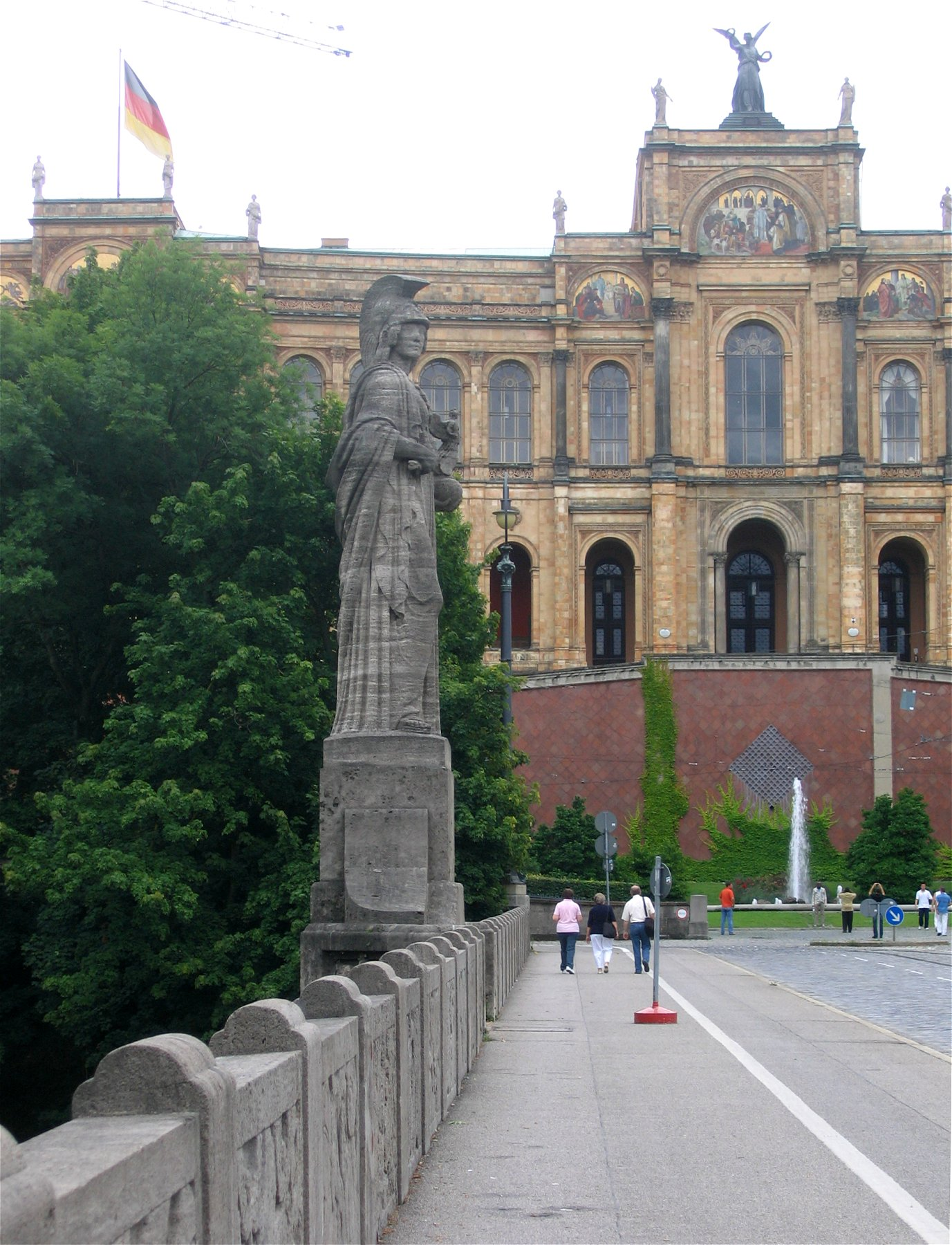
Statue d'Athéna ; à l'arrière-plan le Maximilianeum
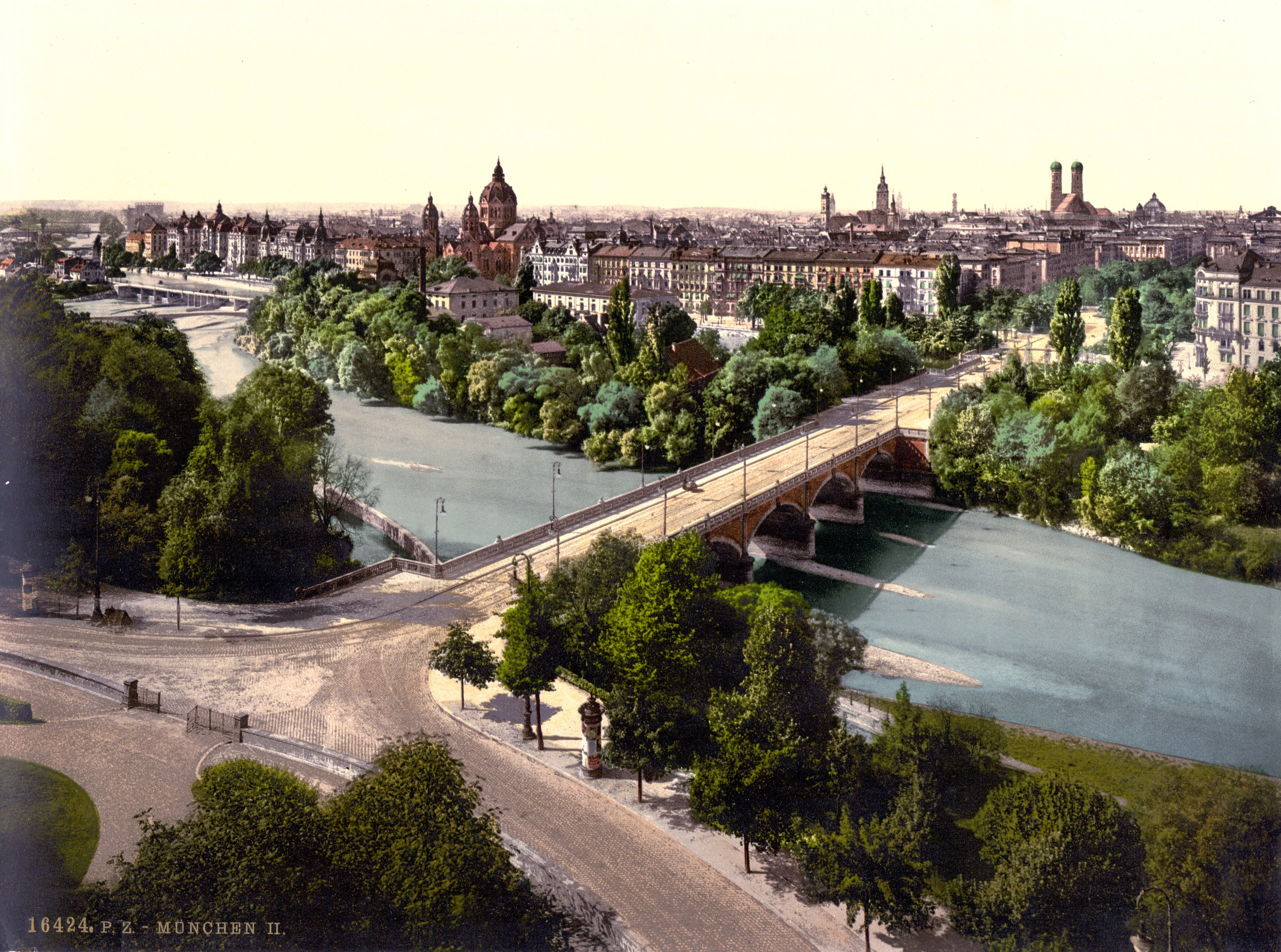
Äußere Maximiliansbrücke avant le renouvellement de 1904/05